# Yūta Tabuse

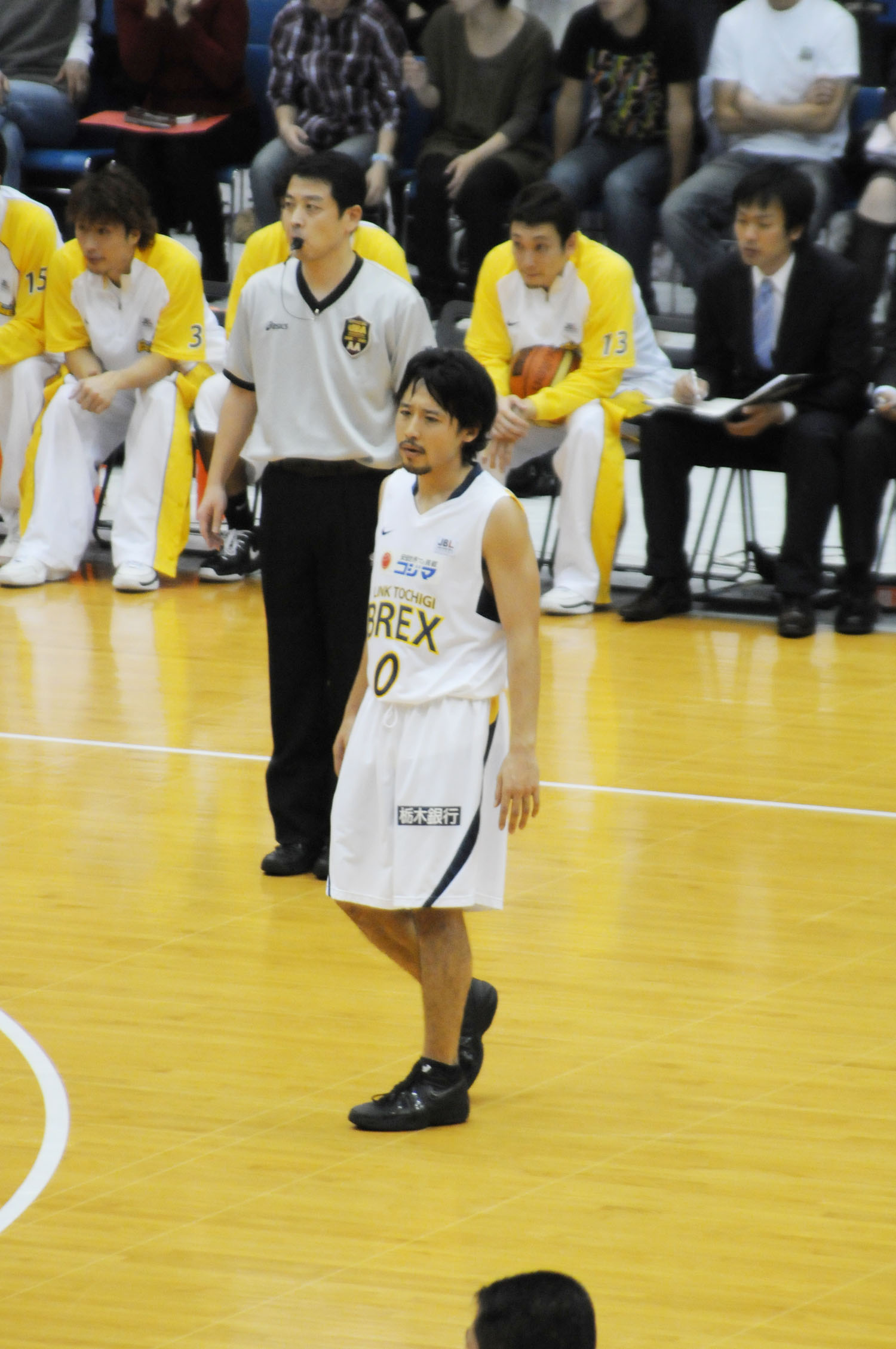
Yūta Tabuse

Yūta Tabuse (jap. 田臥 勇太, Tabuse Yūta; * 5. Oktober 1980 in Yokohama, Japan) ist ein japanischer Basketballspieler auf der Position des Point Guard.

## Laufbahn
Bereits zu Oberschulzeiten war Yūta Tabuse in Japan ein Star und führte seine Schulmannschaft zu insgesamt drei nationalen Meisterschaften. Seine Laufbahn begann in Tokio bei den Toyota Alvarks, für welche er bis zum Jahre 2003 spielte. Nach dieser Zeit sollte er der erste Japaner werden, der in der Nordamerikanischen Profiliga NBA anheuern sollte. 
Tabuse spielte für das Summerleague-Team der Dallas Mavericks und reiste danach mit den Denver Nuggets ins Trainingslager. Da er die Verantwortlichen des Teams nicht überzeugen konnte, wurde er wieder aus dem Kader gestrichen. Seine nächste Station war das ABA-Team Long Beach Jam, mit denen er die ABA-Meisterschaft in diesem Jahr gewann und auf eine Statistik von 11,3 Punkten, 2,4 Rebounds und einer Teambestleistung von 6,3 Assists pro Spiel in 18 Spielen kam.
Nach dieser erfolgreichen Saison versuchte Tabuse es erneut in der NBA, diesmal bei den Phoenix Suns. In seinem ersten Saisonspiel kam er auf sieben Punkte gegen die Atlanta Hawks am 3. November 2004, trotzdem wurde er am 16. Dezember 2004 aus dem Kader gestrichen und spielte den Rest der Saison wieder bei Long Beach.
2005 startete er seinen dritten Anlauf, in dem er sich endlich durchsetzen wollte, und unterschrieb bei den Los Angeles Clippers, welche ihn allerdings auch nach dem Trainingslager wieder aus dem Kader strichen. In der Summerleague 2006 spielte er erneut für die Dallas Mavericks.

## Besondere Fähigkeiten
Obwohl Yūta Tabuse mit 1,75 m und 75 kg sehr klein und schmächtig ist für einen professionellen Basketballspieler verfügt er über die Möglichkeit, durch seine Schnelligkeit und gute Ballbehandlung zum Korb zu ziehen und zu punkten. Sein Coach bei den Suns Mike D’Antoni war von seinen Fähigkeiten als Spielmacher überzeugt, allerdings war der Leistungsdruck in einem Team wie Phoenix wohl noch zu groß für Tabuse.